# The Luck of the Fryrish
«The Luck of the Fryrish» (укр. «Щастить, як фрайландцю») — четверта серія третього сезону анімаційного серіалу «Футурама», що вийшла в ефір у Північній Америці 11 березня 2001 року.
Автор сценарію: Рон Вайнер.
Режисер: Кріс Лауден.

## Сюжет
Серія починається сценою з 1970-х років, де глядач бачить народження Філіпа Фрая і ревнощі його старшого брата Єнсі.
Дія знов повертається у 3000 рік. Фрай змучений браком фортуни, який переслідує його скрізь: він програє всі гроші на кінських перегонах, його мало не вбиває струмом під час спроби дістати останню доларову банкноту, яку вітром занесло на лінію електропередачі, а потім він падає у сміттєвий бак. Фрай пригадує, як у юності знайшов семилисну конюшину, що принесла йому талан і допомогла перемогти брата у баскетболі та на змаганні брейкерів. Разом із Лілою та Бендером він спускається у підземелля до руїн старого Нью-Йорка, щоби знайти талісман.
Глядач бачить сцену з 1980-тих років, у якій Фрай ховає щасливу конюшину в сейфі для платівок. У 3000 ж році Бендер відкриває сейф, і Фрай бачить, що листочок зник, виснувавши, що Єнсі вкрав його. Неподалік друзі бачать статую Єнсі з семилисною конюшиною на лацкані піджака і з підписом «Філіп Дж. Фрай — перша людина на Марсі». Фрай лютує — Єнсі вкрав не лише його талісман, але також його ім'я і мрію всього життя.
Професор Фарнсворт знаходить в Інтернеті біографічний фільм про «Філіпа Фрая». Команда дізнається, що він був мільйонером, рок-зіркою та астронавтом (всім тим, чим мріяв стати Фрай). Після смерті героя було поховано на «Летючих Луках» (орбітальному кладовищі) разом із джерелом його фортуни — семилисною конюшиною. Сердитий Фрай вирушає разом з друзями туди, щоби пограбувати могилу. Дія знов пересувається на початок XXI століття: Єнсі Фрай нишпорить у підвалі серед речей свого безвісти зниклого брата, шукаючи музичні записи для свого весілля. В одному з конвертів платівок Єнсі знаходить конюшину і забирає її собі.
Фрай, Ліла і Бендер знаходять потрібну могилу і починають рити. Але раптом Фрай збиває мох із пам'ятника, відкриває раніше непомічену частину напису і заходиться її читати. Дія перестрибує в минуле: Єнсі та його дружина вибирають ім'я для новонародженого сина і зупиняються на імені «Філіп» — на честь зниклого брата Єнсі, за яким він дуже сумує. На щастя батько дарує синові щасливу конюшину. У наступному кадрі відкривається повний напис на пам'ятнику: «Тут лежить Філіп Дж. Фрай, названий на честь свого дядька, щоби нести його дух». Фрай кладе конюшину назад у могилу свого небожа. Серія завершується під звуки пісні гурту Simple Minds «Don't You Forget about Me» («Не забувай про мене»).

## Визнання
- Автор сценарію серії Рон Вайнер отримав премію «Енні» за «Видатне особисте досягнення в написанні сценарію анімованої телевізійної програми» у 2001 році .
- У 2006 році сайт «IGN.com» присудив цій серії дев'яте місце у списку найкращих 25-ти серій «Футурами», завдяки несподіваній кінцівці та емоційному сюжету  [Архівовано 16 лютого 2007 у Wayback Machine.].

## Пародії, алюзії, цікаві факти
- Професор обурюється результатами перегонів, посилаючись на принцип невизначеності.
- Назва серії є алюзією на поширений в англомовному світі вираз «щастить, як ірландцю».
- Пісня, яка звучить наприкінці серії («Don't You Forget about Me» гурту Simple Minds), була тематичною піснею фільму 1985 року «Клуб «Сніданок». Саме в конверті з платівкою, яка містить саундтрек до цього фільму, Фрай ховає свою щасливу конюшину.
- Ідучи крізь руїни старого Нью-Йорка, Фрай навмисне перебігає вулицю, глузуючи з заходів, впроваджених у його часи мером Рудольфом Джуліані задля підвищення безпеки вуличного руху.
- Знайомий Фрая «Noticeably F.A.T.» («Випуклий Ж.І.Р.») — пародія на нью-йоркського репера Notorious B.I.G. («Сумнозвісний З.Д.О.Р.О.В.И.Л.О.»).
- У документальному фільмі про життя Філіпа Фрая-молодшого фігурує ісландська зірка Нйорд — алюзія на Бйорк.
- Також у документальному фільмі є сцена, в якій Філіп Фрай-молодший здійснює першу висадку на Марс і встановлює на поверхні планети американський прапор. Прапор рухається так, ніби на Марсі дме легенький вітер. Ця сцена є алюзією на популярну теорію змови, яка стверджує, ніби посадка «Аполлона 11» на Місяці не відбулася, а відеокадри цих подій є підробкою, на що вказує помічений кимось рух прапора на Місяці через вітер, якого там бути не може.
- Ідучи кладовищем, Фрай, Ліла і Бендер проходять повз могили невідомого коміка — алюзія на могилу невідомого солдата та на актора Мюррея Ленгстона, який виступав під псевдонімом Невідомий Комік.

## Особливості українського перекладу
- Обираючи ім'я для новонародженого Фрая-старшого, його батько каже: «Мені подобається «Філіп» — змінимо життя на краще». Це рекламне гасло компанії Philips.
- Перебираючи платівки в сейфі, Бендер вигукує: «Найкраща музика 80-х років XX століття!», а Ліла перелічує: «Софія Ротару, Василь Зінкевич, Іво Бобул і т.д.».
- Один з об'єктів на Летючих Луках має назву «Хребет Заньковецької».